# Asota zebrina
Asota zebrina là một loài bướm đêm trong họ Erebidae.